# أرنولد ووكر (لاعب كرة قدم)
أرنولد ووكر (بالإنجليزية: Arnold Walker)‏ هو لاعب كرة قدم بريطاني في مركز نصف الجناح، ولد في 23 ديسمبر 1932 في Haltwhistle ‏ في المملكة المتحدة. لعب مع غريمسبي تاون.